# Ashagy Kyungyut
Ashagy Kyungyut (ryska: Ашагы Кюнгют) är en ort i Azerbajdzjan.   Den ligger i distriktet Şəki Rayonu, i den centrala delen av landet, 230 kilometer väster om huvudstaden Baku. Ashagy Kyungyut ligger 426 meter över havet och antalet invånare är 1 298.
Terrängen runt Ashagy Kyungyut är kuperad österut, men västerut är den platt. Närmaste större samhälle är Sheki, 15,8 kilometer norr om Ashagy Kyungyut. 
Trakten runt Ashagy Kyungyut består i huvudsak av gräsmarker. Runt Ashagy Kyungyut är det ganska glesbefolkat, med 34 invånare per kvadratkilometer.